# Lammassaari (ö i Lappland, Norra Lappland, lat 69,13, long 28,71)
Lammassaari (enaresamiska: Sevásuálui) är en ö i Finland. Den ligger i sjön Nammijärvi och i kommunen Enare i den ekonomiska regionen Norra Lappland och landskapet Lappland, i den norra delen av landet, 1 000 km norr om huvudstaden Helsingfors. Öns största längd är 1 kilometer i sydväst-nordöstlig riktning.